# Аванта+
«Аванта+» — российское энциклопедическое издательство.

## История
Издательство основано в феврале 1992 года Марией Аксёновой и Георгием Храмовым.
В 1996 году преобразовано в издательское объединение, включающее 4 юридических лица. В этом же году начал работу книжный магазин «Аванта+».
В 2005 году включено в издательский холдинг «АСТ» как отдельное юридическое лицо «Мир энциклопедий „Аванта+“». С 2012 года, после поглощения холдинга «АСТ» издательством «Эксмо», в течение года работало как отдельная редакция.

## Издания

### Энциклопедические
- «Энциклопедия для детей» в 58 книгах, 1993—2012 годы издания, совокупный тираж — более 20 млн экземпляров.
- «Современная энциклопедия» в 12 томах , 2000—2012 годы издания, совокупный тираж — более 200 тыс. экземпляров.
- «Самые красивые и знаменитые» в 48 томах, 2000—2012 годы издания, совокупный тираж — более 400 тыс. экземпляров.
- «Универсальная школьная энциклопедия» в 3 томах, 2003 год.

### Художественные
- Хмелевская Иоанна, собрание сочинений в 7 томах, перевод В. Селивановой, тираж 23—25 тыс. экземпляров каждого тома, 1994—1995 годы.
- Оноре де Бальзак, собрание сочинений, 1994—1995 годы.
- Антология мировой детской литературы в 8 томах, тираж 20 тыс. экземпляров каждого тома, 2001 год.
- Антология мировой фантастики в 10 томах, тираж 10—20 тыс. экземпляров каждого тома, 2003 год.
- Антология романтики и приключений в 2 томах, 2004 год.
- Антология русской детской литературы, 2006—2007 годы.

## Руководство и ключевые сотрудники
- Совет директоров компании (1996—2003 годы) — Мария Аксёнова, Георгий Храмов.
- Главный редактор — Мария Аксёнова (1996—2000, 2005—2008 годы). Также должность главного редактора (шеф-редактора, зав. редакцией) занимали Светлана Исмаилова, Виктор Володин, Елена Хлебалина (Журавлёва), Елена Ананьева, Дмитрий Володихин, Анна Голосовская.
- Методологические редакторы «Энциклопедии для детей», зам. главного редактора — Александр Элиович, Виктор Володин, Дмитрий Володихин.
- Главный художник — Елена Дукельская (1993—2003 годы). Также должность главного художника занимала Татьяна Евсеева.
- Сотрудники, удостоенные премии Президента РФ в области образования: М. Аксёнова, В. Володин, Д. Володихин, А. Грязнов, Е. Дукельская, Л. Петрановская, В. Санюк, Г. Храмов, А. Элиович[2].

## Награды

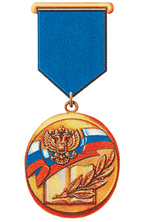
Медаль лауреата премии Президента РФ

- Указом Президента РФ В. В. Путина № 1114 от 3 октября 2002 года за разработку научно-методической концепции изложения учебных материалов и создание на её основе фундаментальной книжной серии «Энциклопедия для детей Аванта+» 9 сотрудников издательства были удостоены премии Президента РФ в области образования за 2001 год.
- Премия ООО ТД «Библио-Глобус» коллективу авторов «Энциклопедии для детей» в номинация «Команда года» (2002).
- Диплом журнала «Книжный бизнес», 2 сентября 1999 г. Победителю рейтингов журнала «Книжный бизнес»[3].
- Диплом конкурса на лучшее издание в области деловой, учебной и научной литературы за том «Математика» серии «Энциклопедия для детей» (1999).
- Грамота XI Московской Международной книжной ярмарки победителю в номинации «Самый массовый познавательный проект» (1998).
- Диплом № 299 Всероссийского Выставочного центра за составление и художественное оформление издания «Энциклопедия для детей» (1997).
- Лауреат премии правительства РФ в области образования за 2008 год.